# Diccionari scientific francés-occitan
Matematica - Informatica - Fisica - Tecnologia - Quimia
Le Diccionari scientific francés-occitan (lengadocian e provençau)/Dictionnaire scientifique, français-occitan languedocien et provençal est un dictionnaire bilingue (français-occitan) qui aborde la terminologie des mathématiques, de l'informatique, de la physique, de la technologie et de la chimie. C'est une œuvre de Josiane Ubaud (Josiana Ubaud). 

Ce dictionnaire est destiné en priorité à l'enseignement primaire et secondaire et plus généralement aux amateurs de culture générale scientifique.
Le dictionnaire possède 12 500 entrées ou expressions présentées en quatre lexiques séparés. L'ouvrage est enrichi par 800 notes culturelles et historiques qui rappellent les découvertes majeures dues à des occitans (calcul de la latitude, découverte du brome, du bore, calcul différentiel, probabilités, etc). Il contient une liste de 380 scientifiques et inventeurs nés dans les régions occitanes. Cette liste est accompagnée de plusieurs pages de portraits et photographies de ces scientifiques.
Il a été publié en 2014 par Nerta edicion.